# Kuoliosaari (ö i Saarijärvi)
Kuoliosaari är en ö i Finland. Ordet kuoliosaari hänvisar att ön har varit begravningsplats. Ön ligger i sjön Hepolampi och i kommunen Saarijärvi och landskapet  Mellersta Finland. Öns area är 0,2 hektar och dess största längd är 70 meter i öst-västlig riktning.